# Цона П. Чентонце-Велодромо (Лече)
Цона П. Чентонце-Велодромо (итал. Zona P. Centonze-Velodromo) је насеље у Италији у округу Лече, региону Апулија.
Према процени из 2011. у насељу је живело 49 становника. Насеље се налази на надморској висини од 43 м.